# Wilde Gomes da Silva
Wilde Gomes da Silva, más conocido como Wilde (n. Orós, 14 de abril de 1981) es un jugador de fútbol sala brasileño que juega como pívot en el MFK Dinamo Moscú. 
En sus primeros años jugó en equipos de la liga brasileña, hasta que en 2003 llegó a la Liga Nacional de Fútbol Sala española, donde ha militado en Xota Navarra, ElPozo Murcia y FC Barcelona. En las temporadas 2008/09 y 2009/10 fue el máximo goleador de División de Honor. A nivel internacional, Wilde juega con la selección brasileña, con la que ganó el Mundial FIFA de 2008.

## Trayectoria
Wilde debutó con 18 años en el General Motors/Chevrolet de la liga brasileña en la temporada 1999/2000, y una temporada después se marchó a la sección de fútbol sala del Santos. Un año después llegó al EC Banespa, y en el año 2002 fichó por el Sport Club Ulbra, con el que consiguió ganar la liga.
En 2003 dio el salto a la Liga Nacional de Fútbol Sala española, y fichó por el MRA Xota Navarra de División de Honor, donde permaneció dos temporadas. En 2005 fue contratado por ElPozo Murcia, con quienes consiguió la mayor parte de sus títulos. En el club murciano, el brasileño ganó cuatro ligas, dos copas de España, dos supercopas y una copa Ibérica. Además, fue el máximo goleador de División de Honor en las temporadas 2008/09 y 2009/10. A nivel internacional, ganó el Mundial FIFA de 2008 con la selección brasileña.
Es considerado como uno de los mejores jugadores de todos los tiempos.
En junio de 2010, Wilde fichó por el FC Barcelona Alusport para tres temporadas.

## Clubes
| Club                  | País   | Año       |
| --------------------- | ------ | --------- |
| General Motors        | Brasil | 1999-2000 |
| Santos Futebol Clube  | Brasil | 2000-2001 |
| Esporte Clube Banespa | Brasil | 2001-2002 |
| Sport Club Ulbra      | Brasil | 2002-2003 |
| MRA Gutarra Xota      | España | 2003-2005 |
| ElPozo Murcia         | España | 2005-2010 |
| FC Barcelona          | España | 2010-2016 |
| MFK Dinamo Moscú      | Rusia  | 2016-     |

## Palmarés

### Campeonatos nacionales
| Título              | Club                  | País   | Año     |
| ------------------- | --------------------- | ------ | ------- |
| Campeonato Paulista | Esporte Clube Banespa | Brasil | 2002    |
| Liga Futsal         | Sport Club Ulbra      | Brasil | 2003    |
| División de Honor   | ElPozo Murcia         | España | 2005/06 |
| Supercopa           | ElPozo Murcia         | España | 2006    |
| División de Honor   | ElPozo Murcia         | España | 2006/07 |
| Copa de España      | ElPozo Murcia         | España | 2008    |
| División de Honor   | ElPozo Murcia         | España | 2008/09 |
| Supercopa           | ElPozo Murcia         | España | 2009    |
| Copa de España      | ElPozo Murcia         | España | 2010    |
| División de Honor   | ElPozo Murcia         | España | 2009/10 |
| Copa de España      | Fútbol Club Barcelona | España | 2011    |
| División de Honor   | Fútbol Club Barcelona | España | 2010/11 |

### Campeonatos internacionales
| Título             | Club          | País   | Año  |
| ------------------ | ------------- | ------ | ---- |
| Copa Ibérica       | ElPozo Murcia | España | 2007 |
| Champions leage FS | FC BARCELONA  | España | 2012 |

### Campeonatos de selecciones
| Título             | Selección           | País   | Año  |
| ------------------ | ------------------- | ------ | ---- |
| Campeonato Mundial | Selección brasileña | Brasil | 2008 |
| Grand Prix         | Selección brasileña | Brasil | 2009 |